# Les Massacres de la Révolution culturelle
Les Massacres de la Révolution culturelle  est un ouvrage collectif, paru en 2002 à Hong Kong, dont les textes ont été réunis par Song Yongyi. La traduction française est publiée en 2008 avec une préface de la sinologue Marie Holzman.   

## Présentation
Le livre collectif Les Massacres de la Révolution culturelle  est constitué de huit textes réunis par Song Yongyi. Ce dernier indique dans l'avant propos : « Les massacres de la Révolution culturelle et leur extrême cruauté constituent des éléments historiques que, non seulement, le gouvernement continue, par tous les moyens, d'occulter, mais que, malheureusement, les intellectuels déforment à leur insu ». L'ouvrage se différencie des publications antérieures comme Les Habits neufs du président Mao de Simon Leys ou Le Livre noir du communisme, ouvrage collectif dirigé par Stéphane Courtois. En effet il ne s'agit pas d'une synthèse sur cette période mais un point de vue particulier subjectif par huit auteurs différents. Ceux-ci résident pour moitié aux États-Unis, dont Zheng Yi, qui a déjà publié le résultat d’une  étude sur la résurgence du cannibalisme dans la province du Guangxi, où la révolution culturelle fut meurtrière comme en témoignent d’ailleurs deux chapitres de cet ouvrage. Chaque auteur « raconte une histoire particulière à travers la vie d'une famille, d'un village voir d'une région.
Les textes sont avant tout descriptifs avec peu d'analyses. Le journaliste du Monde, Thomas Wieder, considère que certains passages sont « passablement touffus », avec une multitude de détails « qu'autorise l'approche par la micro-histoire ». L'ouvrage décrit le quotidien des Chinois à travers une guerre civile qui, pour supprimer les Quatre Vieilleries (vieilles idées, vieilles coutumes, vieilles habitudes, vieille culture), fut une hécatombe humaine. Les historiens ne s'accordent pas sur le nombre des victimes de la révolution culturelle. De son côté Song Yongyi les estime à trois millions de morts, ce qui est une fourchette haute.
Chaque texte traite d'une période différente de la révolution culturelle. Ainsi le massacre de Daxing a pour origine la violence des gardes rouges. Puis vient le temps des luttes intestines entre les différentes factions des gardes rouges. Enfin c'est l'Armée populaire de libération qui reprend en main la situation mettant en œuvre une « sanglante répression » .
Dans le cadre de la lutte contre les Quatre Vieilleries, les gardes rouges imposaient aux femmes la coupe Yin Yang (une moitié de la tête rasée, l’autre chevelue). Cela consistait, le plus souvent, à arracher les cheveux par touffe : « Dans les rues, on pouvait voir fréquemment de vieilles personnes qu’on exhibait à la foule, avec sur le crâne, des lambeaux de cuir chevelu rosi qui pendaient et dégouttaient de sang. Comble de cruauté, on leur lavait les cheveux : on projetait de la saumure sur leurs cicatrices? ».
La lutte contre les Cinq catégories noires se développe essentiellement de 1967 à 1969, elle conduit à la mort et à la persécution de millions d'individus. Des tortures sont pratiquées sur ces exclus de la société maoïste « soumis à la « réflexion à froid » (obliger les prisonniers à se coucher dans la neige), à « l’aide chaleureuse » (les griller dans un four), à « la balançoire » (battre un prisonnier suspendu), au « passage de la scie » (traîner les femmes par les pieds à l’aide d’une corde) ».

## Accueil critique
Pour le sinologue Claude Hudelot cet ouvrage est indispensable car il montre le vrai visage de la révolution culturelle. Le nombre des victimes évoqué est tout sauf « abstrait » ou « arbitraire ». Pour Benoît Villiers : « on souffre à la fin du volume d’une overdose d’horreurs ».

## Publication
- Les massacres de la Révolution culturelle, textes réunis par Song Yongyi, traduit par Marc Raimbourg, Préface de Marie Holzman, 2008, Buchet-Chastel,  (ISBN 2283022010)

## À voir